# Paul Gondard (escultor)
Paul Gondard nació en Marsella el 7 de septiembre de 1884 murió en la misma ciudad el 27 de febrero de 1953 fue un escultor francés.

## Biografía
Entró en la Escuela de Bellas Artes de Marsella, donde fue alumno de Emilio Aldebert y Marius Guindon. Participa en los eventos importantes de la época de entreguerras, como la Exposición Colonial de 1922. Entró en la Academia de Marsella en 1950. Está enterrado en el cementerio de Saint-Pierre de Marsella.
En los archivos municipales de Marsella, se conservan documentos biográficos del escultor Paul Gondard entre ellos, correspondencia, poemas, dibujos, recortes de prensa y documentos sobre contratos.
Está enterrado en el Cementerio Saint-Pierre de Marsella.

## Obras
En 1926 dirigió el memorial de guerra en el valle de Queyras. Ejecuta también un monumento a Edmond Rostand. En 1934 realiza un monumento a Ernest Reyer que representa el compositor concentrado en meditación sentado en una silla monolítica. El lado derecho de esta silla está adornado con un retrato femenino de Salambó evocando la última obra del compositor, en el lado izquierdo se encuentra un retrato tallado de Sigurd, obra de Reyer presentado en la inauguración de la nueva Ópera de Marsella en 1924.
El Museo de Bellas Artes de Marsella conserva una colección especial del escultor marsellés. Entre otras obras se conservan un busto de Mozart (de 1936) y una cabeza de niño
Un busto del escritor Emile Ripert en piedra fue inaugurado en 1949, instalado en el parque municipal de la Ciotat hasta 1997.
En 1979, en el 50 aniversario de la creación de Tintin, Gondard grabó una medalla, con la figura del personaje Tintin, y un retrato de Hergé, posteriormente acuñada por el Hotel de la Moneda de París.